# Österreichischer Verein für Studentengeschichte
Der Österreichische Verein für Studentengeschichte (ÖVfStG) ist eine historische Vereinigung, die sich mit der Geschichte und Gegenwart von Höheren Schulen, Hochschulen und Universitäten sowie deren Studenten und ihren Organisationen (insbesondere Studentenverbindungen) in Österreich befasst. Dazu dienen ihre Zeitschrift Acta Studentica, Buchveröffentlichungen und Fachtagungen. Im eigenen Archiv werden alle Unterlagen zu diesen Themen gesammelt und archiviert.

## Publikationen
Zahlreiche Autoren wie Raimund Lang, Maximilian Liebmann, Dieter A. Binder, Roland Girtler, Harald Seewann, Ernst Exner, der langjährigen Chef des DÖW Wolfgang Neugebauer, der polnische Studentenhistoriker Bartłomiej Wróblewski, Heinz Krejci oder die stellvertretende Direktorin des Institut für Mittelalterforschung an der Österreichischen Akademie der Wissenschaften Renate Kohn u. a., haben Beiträge für die Publikationen des ÖVfSTG geliefert:

### Acta Studentica
Schon bei der Gründung des Österreichischen Vereins für Studentengeschichte war es klar, dass zur Information und Propagierung seiner Arbeit ein regelmäßig erscheinendes Druckwerk unbedingt notwendig ist. Für eine richtige Zeitung reichten die Mittel noch nicht, und so erschien mit dem Datum vom 2. Jänner 1971 ein zweiseitiger „Brief“. Die Aussendung vom April 1971 trägt schon den Kopf „Rundschreiben 2“ und umfasst fünf Seiten, beim nächsten Rundschreiben waren es schon sieben Seiten und beim letzten des Jahres 1971 acht Seiten. Im Oktober 1972 erschien dann die erste Folge der Acta Studentica, noch in einfacher Form, hektographiert und mit 10 Seiten Umfang, die sich dann im Laufe der Jahre auf regelmäßig 12 bis 16 Seiten steigerten. Mit der Folge 134 vom März 2001 wurde von dem bis dahin verwendeten Format A4 auf das kleinere Format der Buchreihe Tradition und Zukunft umgestellt. Insgesamt sind bisher 193 Hefte erschienen. Die aktuellen Hefte haben grundsätzlich 24 Seiten und erscheinen vierteljährlich. Alle Hefte seit 1972 liegen u. a. in der Österr. Nationalbibliothek in der Universitätsbibliothek Wien und in der Universitätsbibliothek Würzburg auf.
Bereits zur Folge 19/20 (Dezember 1976) erschien ein Namens- und Schlagwortregister, in ergänzter Form nochmals zur Folge 50 (Dezember 1983). Als Folge 29 der Beiträgen zur österr. Studentengeschichte wurde 2005 ein komplettes Register für alle bis dahin erschienen 150 Hefte der Acta vorgelegt.

### Beiträge zur österreichischen Studentengeschichte

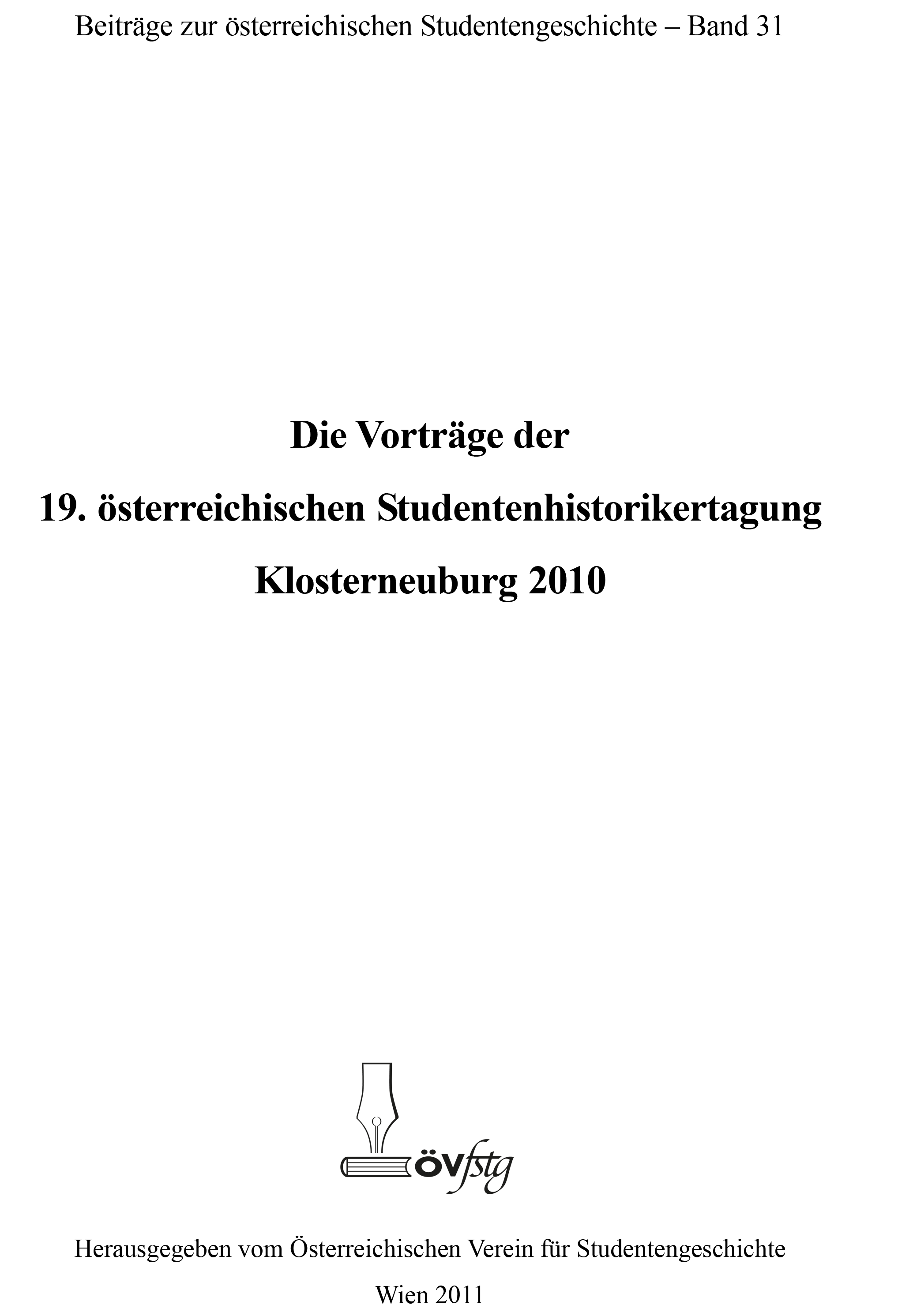
Beiträge, Band 31

In dieser Reihe erscheinen alle Broschüren im Format A4. Sie sind als Arbeitsbehelfe für den Studentenhistoriker gedacht, erscheinen daher in keiner sehr großen Auflage und sind technisch einfach gestaltet. Auch die Hefte dieser Reihe sind in wissenschaftlichen Bibliotheken zu finden Bisher erschienen 32 Bände. mit unterschiedlichen Beiträgen, z. B.: Zum Brauchtum der Studentenverbindungen (Bd. 5), Studentischer Antisemitismus in Österreich (Bd. 10), Von Basel bis Czernowitz – Die jüdischen Studentenverbindungen in Europa (Bd. 12), Frau und Couleur (Bd. 18), Ottokar Kernstock – ein umstrittener Dichter und Priester (Bd. 30).
- Besondere Beachtung fand der Bildpostkarten-Katalog des Schulvereins und ähnlicher Vereinigungen (Bd. 27), in dem über 6.000 Karten dieses Genres dokumentiert sind. Er wird besonders von Postkartensammlern und -Händler verwendet.

### Tradition und Zukunft

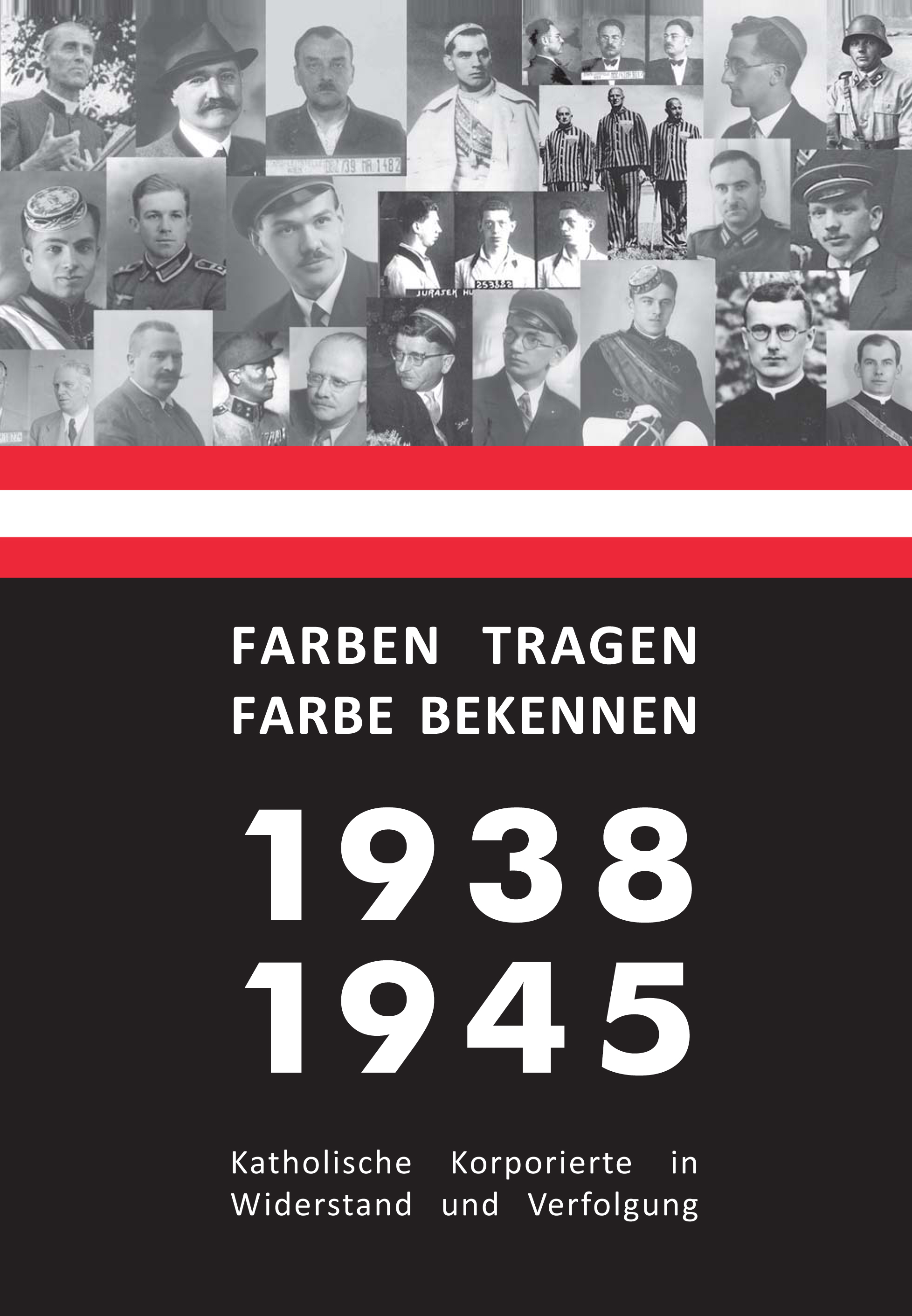
Band 15 der Reihe Tradition und Zukunft

Diese Reihe ist für Bücher konzipiert, die sich an einen größeren Interessentenkreis wenden und daher in höherer Auflage erscheinen. Der erste Band erschien 1991. Mit Band 6 wurde erstmals versucht, auch für Verbindungen einen Anreiz zu bieten, entsprechend qualifizierte Verbindungsgeschichten herauszubringen, indem die Publikation unterstützt und für eine breitere Öffentlichkeit zugänglich gemacht wird. Die Bücher der Reihe TZ liegen u. a. in der Österr. Nationalbibliothek, der Deutschen Nationalbibliothek und in der Universitätsbibliothek Wien auf. Aber auch im United States Holocaust Memorial Museum, der Library of Congress oder in der Bibliothek für Bildungsgeschichtliche Forschung und vielen anderen Bibliotheken sind die Werke des ÖVfStG zu finden.
- Die Bände 2 und 4 "Intonas" und "Intonas II" von Raimund Lang wurden 1999 zusammengefasst unter dem Titel ドイツ学生歌の世界: 若き青春の思い出のために von Masami Th Nagatomo ins Japanische übersetzt. ISBN 978-4883953707
- Der zuletzt erschienene Band 15: Peter Krause und Herbert Fritz (Hg.): FARBE TRAGEN – FARBE BEKENNEN, 1938 - 1945, katholische Korporierte in Widerstand und Verfolgung, wurde am 3. April 2013 vom Vizekanzler der Republik Österreich Michael Spindelegger im Niederösterreichischen Landhaus vor ca. 500 Teilnehmern – darunter Vertretern der Jüdischen Kultusgemeinde – vorgestellt. Die Erste Auflage dieses Buches – das über 4.000 mal verkauft wurde – wurde 1988 vom langjährigen österreichischen Unterrichtsminister Heinrich Drimmel† der Öffentlichkeit präsentiert.[15][16][17]
- Band 13. Die "Couleurkarten des MKV und seines Umfeldes" ist am 6. November 2015 erschienen. Auf rd. 550 Seiten sind fast 1.300 Couleurkarten farbig abgebildet und beschrieben.

## Wirkung nach außen
Durch das Vorhandensein der Publikationen in öffentlichen Bibliotheken werden immer wieder Studentinnen und Studenten auf den ÖVfStG aufmerksam und ersuchen um Hilfe für ihre Diplomarbeiten, die in vielen Fällen auch möglich war (zuletzt die im Oktober 2013 approbierte Diplomarbeit Studenten und Politik an der Universität Wien 1918-1938 von Wolfgang Zaunbauer). Auch die Historischen Institute der Österreichischen Hochschulen empfehlen das Archiv des Vereines für das Quellenstudium. Studentischen Verbindungen, Vereinen und Verbänden stehen die Sammlungen des ÖVfStG an den Öffnungstagen zur Einsichtnahme zur Verfügung.
Enge Zusammenarbeit besteht auch mit dem deutschen Arbeitskreis der Studentenhistoriker, der Schweizerische Vereinigung für Studentengeschichte, der Gemeinschaft für deutsche Studentengeschichte und dem Institut für Hochschulkunde an der Julius-Maximilians-Universität Würzburg.
Alle zwei Jahre organisiert der ÖVfStG eine österreichische Studentenhistorikertagung. Seit 1982 wird jede zweite Tagung gemeinsam mit den deutschen und schweizerischen Vereinigungen durchgeführt. Im Oktober 2008 organisierte der ÖVfStG die gemeinsame deutsch-schweizerisch-österreichische Tagung im Rakouské kulturní fórum (Österreichisches Kulturforum) in Prag. Am 9. und 10. Mai 2014 fand in St. Pölten unter dem Titel "Aufhebenswert" in Zusammenarbeit mit dem Niederösterreichischen Landesarchiv und der Niederösterreichischen Landesbibliothek die 21. Österreichische Studentenhistorikertagung statt. Die Leitung der Tagung lag bei Archivdirektor HR Dr. Willibald Rosner.

## Bibliothek
Seit Herbst 2013 wird für die Bücher-Sammlung des Vereines eine EDV-unterstützte Bibliothek aufgebaut. Der ÖVfStG ist daher auch Mitglied im Büchereiverband Österreichs (BVÖ). Seine Bestände werden in absehbarer Zeit im OPAC des BVÖ abrufbar sein. Es handelt sich derzeit um ca. 3.000 Medien, Großteils gedruckte und gebundene Bücher. Vereinzelt aber auch elektronische Medien wie DVDs etc.

## Institut für Studentengeschichte
Zeugnisse studentischer Kunst und Kultur befinden sich überwiegend in Privatbesitz und werden oft mit dem Nachlass des Sammlers entsorgt oder verkauft. Sie zu sammeln ist eine der Aufgaben und Zielsetzungen des vom Österreichischen Verein für Studentengeschichte betriebenen Instituts für Studentengeschichte. Alles, was mit Studentenverbindungen, Höheren Schulen, Hochschulen und Universitäten zu tun hat, wird daher vom Verein übernommen.